# Amarillo (Teksas)
Amarillo je grad u američkoj saveznoj državi Teksas. Nalazi se na prostorima okruga Potter (čije je administrativno središte) te Randall, u tzv. Panhandleu ("dršci tave") Teksasa, na sjeveru savezne države. Godine 2008. imao je 187.236 stanovnika, a procjenjuje se da će populacija uskoro premašiti brojku od dvjesta tisuća.
Izvorno se grad zvao Oneida i bio je smješten na rubu pustinje Llano Estacado. Pogodan položaj na željezničkoj pruzi Denver-Fort Worth bio je značajan za razvitak krajem 19. i početkom 20. stoljeća. Amarillo je bio jedan od najznačajnijih gradova za trgovinu stokom u SAD-u. U dvadesetom stoljeću postao je poznat po eksploataciji helija, kao i po činjenici da se u gradu nalazi Pantex, jedina tvornica nuklearnog oružja u zemlji.
Kroz grad prolazi možda i najpoznatija američka prometnica, Route 66.

## Povijest
Grad je osnovan 1889. godine na mjestu nekadašnjeg naselja Oneida. Brojni rančevi i transport stoke pogodovali su naglom razvitku naselja, tako da se do kraja 19. stoljeća stanovništvo uvećalo nekoliko puta. Dodatni impuls razvoju Amarillo je doživio 1920-ih, kada su otkrivene zalihe zemnog plina, nafte i, posebice, helija. Prva tvornica helija u gradu je podignuta 1929. te je dugo vremena bila jedina komercijalna tvornica tog plina u svijetu. Također je veliki broj stanovnika radio na željeznici.
Za vrijeme Drugog svjetskog rata izgrađena je zrakoplovna baza, kao i tvornica oružja i streljiva Pantex. Zrakoplovna je baza 1950-ih bila jedna od baza bombardera B-52 Stratofortress, a dolazak zrakoplovnog osoblja i njihovih obitelji povećao je populaciju grada na oko 140.000. Nakon što je baza 1968. raspuštena, stanovništvo se smanjilo na oko 130.000. Tijekom 1970-ih i 1980-ih stanovništvo je ponovno poraslo, zahvaljujući dijelom i useljenicima iz Laosa, Vijetnama i Burme.

## Ime grada
Ime grada na španjolskom znači "žuto", no izgovara se "amarilo", a ne, prema španjolskom, "amarijo". Pretpostavlja se da potječe od boje poljskog cvijeća s obala obližnjeg jezera Amarillo.
Grad je stekao nekoliko nadimaka tijekom svojeg 130-godišnjeg postojanja, od kojih su najupečatljiviji The Yellow Rose of Texas ("Žuta ruža Teksasa" - prema španjolskom nazivu grada koji znači "žuto" te prema popularnoj pjesmi) te Beef City ("Grad govedine").

## Gospodarstvo
Amarillo je regionalni gospodarski centar cijelog područja Panhandle, kao i dijelova Oklahome i Novog Meksika. Najznačajnija je mesnoprerađivačka industrija; oko četvrtine ukupne proizvodnje govedine u SAD-u proizvodi se u Amarillu. Uz mesnoprerađivačku, značajne su i naftna industrija, proizvodnja helija kao i tvornica helikoptera u blizini međunarodne zračne luke Rick Husband Amarillo International Airport.
Grad okružuje oko 57.000 km2 poljoprivrednog zemljišta. Najznačajnije kulture su kukuruz, pšenica i pamuk, a proizvode se i sirak, mekinje, sijeno i soja. U obližnjem gradiću Herefordu nalaze se brojne farme krava, s razvijenom industrijom mlijeka i mliječnih proizvoda.

## Znamenitosti
Najveća je prirodna atrakcija u blizini grada Palo Duro Canyon State Park, drugi po veličini kanjon u SAD-u, iza Grand Canyona. Poznat je i Alibates Flint Quarries National Monument, rudnik kremena američkih Indijanaca iz predpovijesti. Ipak, karakterističan simbol Amarilla je tzv. Cadillac Ranch, umjetnička instalacija sastavljena od mnoštva starih Cadillaca do pola zakopanih u zemlju.

## Amarillo u popularnoj kulturi
Grad se spominje u mnogim pjesmama, kao što su "Amarillo by Morning" Paula Frasera i Terryja Stafforda, "(Get Your Kicks) on Route 66" Nata Kinga Colea, Dylanova "Brownsville Girl" te najpoznatija "Is This the Way to Amarillo?", Tonyja Christieja i Neila Sedake.

## Vanjske poveznice
- Službena stranica (engl.)
- Stranica turističke zajednice  Arhivirana inačica izvorne stranice od 23. lipnja 2009. (Wayback Machine) (engl.)
- Portal amarillo.com (engl.)
- Lokalne vijesti (engl.)